# 坂井保之
坂井 保之（さかい やすゆき、1933年 - ）は、日本の元プロ野球球団経営者。ロッテオリオンズ、西武ライオンズ、福岡ダイエーホークスで球団代表を歴任。また、その間、日本野球機構においても要職を務めた。
1994年限りで退職し、以後プロ野球経営評論家として活動中。神奈川県鎌倉市在住。

## 来歴・人物
山口県出身。福岡県立修猷館高等学校卒業後、早稲田大学第二文学部に進学、中退。外資系企業のPR会社に勤務。その傍ら政治家の岸信介と岸の部下である中村長芳の薫陶を受ける。
1970年、ロッテオリオンズ（当時は経営面では大映がリードし、ロッテが球団名の冠スポンサーだった）に入団（入社）。渉外部長に就く。
当時オリオンズのオーナーだった永田雅一が同郷の岸と懇意にしており（永田は河野一郎とも昵懇の間柄だった）、永田は度々岸に「球団経営が苦しい」と訴えていた。そこで岸はプロ野球好きの坂井にオリオンズの経営を手伝わせる形で、入団した。
1972年にオリオンズを退団し、同年オフに西日本鉄道から西鉄ライオンズの球団経営を受け継いだ福岡野球株式会社のオーナーとなった中村長芳ともども移籍。太平洋クラブをメインスポンサーにして、チーム名を西鉄ライオンズから「太平洋クラブライオンズ」に改め球団社長と球団代表を兼任した。福岡野球株式会社は中村の個人経営のためスポンサーの社名をチーム名につけ、その宣伝料を球団運営に充てる「ネーミングライツ」を導入していた。しかし球団の経営は総じて苦しく、坂井が金策に奔走するために社長業に専念しなければならなくなった。1977年からは太平洋クラブからクラウンガスライターが新たなメインスポンサーとなり、同年から1978年までの2年間は「クラウンライター・ライオンズ」と冠し、球団社長を江口昭八郎（西日本短期大学理事長）に委ね、自らは球団代表となった。1978年には監督として根本陸夫を招聘。
1978年10月12日、福岡野球株式会社（クラウンライター）は球団の売却を決断。堤義明率いる国土計画に売却され「西武ライオンズ」となり、本拠地が福岡県福岡市から埼玉県所沢市へ移転となる。坂井と根本も引き続いて新生西武に残った。監督兼任管理部長となった根本、国土計画から球団社長として出向した戸田博之とともに球団改革を進め、大リーグスタイルを取り入れた球団経営で西武は注目の的となった。しかし、チームが2度目の日本シリーズ連覇を果たした1987年オフに東尾修が賭博に関与した疑いで減俸と謹慎（東尾は麻雀賭博がきっかけで1988年に引退）、1989年にコーチの土井正博が賭博容疑で逮捕（土井は後に解雇されるも1996年に復帰）という不祥事が相次ぎ、代表職を退任した。
1990年から福岡ダイエーホークスの球団代表として復帰し（当時の監督は西武の主力選手だった田淵幸一）、1994年で退任。以後「プロ野球経営評論家」という名前で評論、講演活動する。
現在は、プロ野球経営のアドバイザーとして野球界の改革への助言を行っている。

## エピソード
- 福岡野球（太平洋・クラウン）時代、球団は経費削減のために当時の本拠地・平和台球場に球団事務所を構えたが、法人届出に必要な登記上本店所在地を同球場に定めたとき、福岡市から球場内の事務所移転許可が出ていないとクレームが付いた。その為実質的な事務所は平和台球場内のままとしつつ、登記上本店所在地を坂井が当時在住していた福岡市内の自宅とする処置を講じたことがあった。

- 西武球団代表時代の1983年オフ、読売ジャイアンツと争った日本シリーズ第7戦を振り返り、総力戦となった試合を決めた勝因をジャイアンツにあと1人左投手がいなかったためと分析し、当時最も評価が高かった江夏豊がジャイアンツに移籍することを阻止するため獲得を決めた[3]。

- 1985年オフの契約更改で期待外れの成績に終わった田尾安志に「年俸は下げてもいいのか」と気遣った態度で接したことで、田尾はダウン提示を不満なく受け入れられたという[4]。

- 1988年11月に当時の南海ホークスが南海電気鉄道からダイエーへ売却されたが、堤は坂井に命じてダイエーの社内で新たに球団経営に携わるであろう人々へ球団経営のレクチャーを施した。

## 著書
- 『「ニッポン・プロ野球」考』（海鳥社、1995年1月） ISBN 4874151051
- 『波瀾興亡の球譜：失われたライオンズ史を求めて』（ベースボールマガジン社、1995年1月） ISBN 4583032587
- 『激動!ニッポンプロ野球：2004年 熱い日々の記録から』（生活情報センター、2004年12月）ISBN 486126166X
- 『深層「空白の一日」』（ベースボール・マガジン社（ベースボール・マガジン社新書）、2008年8月）ISBN 9784583100876
- 『プロ野球血風録』（新潮社、2012年10月） ISBN 9784103320517
- 『西武と巨人のドラフト10年戦争』（永谷脩共著、宝島社、2013年6月／宝島SUGOI文庫 ; Aさ-6-1、2014年6月）ISBN 9784800207609 ／ ISBN 9784800227188

## 出演番組
- 知りたがり!（フジテレビ）

イチバン知りたがり! のコーナーで清武の乱についての解説を行った